# Sehetepibre
Sehetepibre, auch Sehetep-ib-Re, war ein König (Pharao) der 13. Dynastie und regierte etwa von 1743 bis 1742 v. Chr.

## Regentschaft
Über Sehetepibres Leben vor seiner Regentschaft ist nichts bekannt, nur dass er um 1743 v. Chr. die Nachfolge des Sechemrechuitaui als Pharao antrat. Er führte den Thronnamen „Der das Herz des Re zufriedenstellt“ und den Horusnamen „Der die beiden Länder erweitert“. Nach nur einem Jahr Herrschaft starb Sehetepibre.

## Überlieferung
Die Quellen, die etwas über Sehetepibre berichten, sind spärlich. Auf dem Turiner Königspapyrus wird er als 5. König der 13. Dynastie und Nachfolger des Amenemhet V. genannt, wobei seine genaue Einordnung noch relativ unsicher ist. Außerdem sind ein Rollsiegel, das Sehetepibre und den Fürsten von Byblos, Jakinilu, nennt, und das Bruchstück einer Stele von den Bleiglanzminen des Gebel Zeit am Roten Meer, auf dem sein Horusname überliefert ist, erhalten.